# 小行星1372
小行星1372（1372 Haremari）是一颗围绕太阳公转的小行星。1935年8月31日，卡爾·威廉·萊茵姆特在海德堡发现了此天体。
該小行星以「Harem ARI」命名，以向所有在天文學計算研究所工作的女性致敬。
这颗小行星的绝对星等为88.44878101337555等。